# Arundinaria tecta
Arundinaria tecta là một loài tre có nguồn gốc từ vùng Đông Nam Hoa Kỳ. Loài này được mô tả khoa học đầu tiên năm 1813.